# Amherst (Nebraska)
Amherst è un comune degli Stati Uniti d'America, situato nello Stato del Nebraska, nella contea di Buffalo.